# José Ramón de Ossa y Mercado
José Ramón de Ossa y Mercado (1787-1867) fue un empresario minero chileno.

## Biografía
Perteneciente a un noble linaje originario de la villa de Motrico y antes de la de Elorrio en Vizcaya, Reino de España, nació en Copiapó el 4 de enero de 1787, como hijo mayor de Francisco Javier de Ossa y Palacios y de María Ignacia de Mercado y Corbalán de Castilla.
Fue alférez Nacional del Cabildo de Copiapó en 1817. Como su padre, fue también Administrador del Estanco y presidente de la Junta de Minería de dicha ciudad, cargo este último en el que fue designado por el Real Tribunal de Minería de Santiago y que ejerció en los años 1809, 1813 y 1815. 
Fue elegido alcalde segundo de Copiapó en el período 1 de marzo de 1825-1 de enero de 1826. Posteriormente fue alcalde primero de dicha ciudad en los períodos entre 1826 y 1827.
Se dedicó a la explotación minera, especialmente de plata y de cobre, en yacimientos heredados de su padre y en muchos otros más adquiridos por él mismo en Chañarcillo y Tres Puntas. Fue dueño de fundiciones metalúrgicas y de las minas de plata “Al fin hallada”, “Delirio”, “Fresia”, “Rosario”, “San José del Carmen” y “Victoria”. 
Dueño y fundador del primer banco chileno, el Banco “Ossa & Cía.”, y como tal, poseyó de una de las más grandes fortunas del país en su época, siendo uno de los principales accionistas del Ferrocarril Copiapó-Caldera, junto a Agustín Edwards Ossandón y a Candelaria Goyenechea y de la Sierra de Gallo.

Como católico, en 1826 encargó a París,`a un famoso escultor de arte sacro perteneciente a la Casa Rorissier, y que trabajó durante 2 años y medio para terminarla, una imagen de Nuestra Señora del Monte Carmelo, la que finalmente llega a Chile a través del puerto de Caldera en 1828 en el interior de una caja de madera, y cuyo destino fue el oratorio de la casa de los Ossa Varas en la calle "Atacama" de Copiapó, donde permaneció durante 37 años.

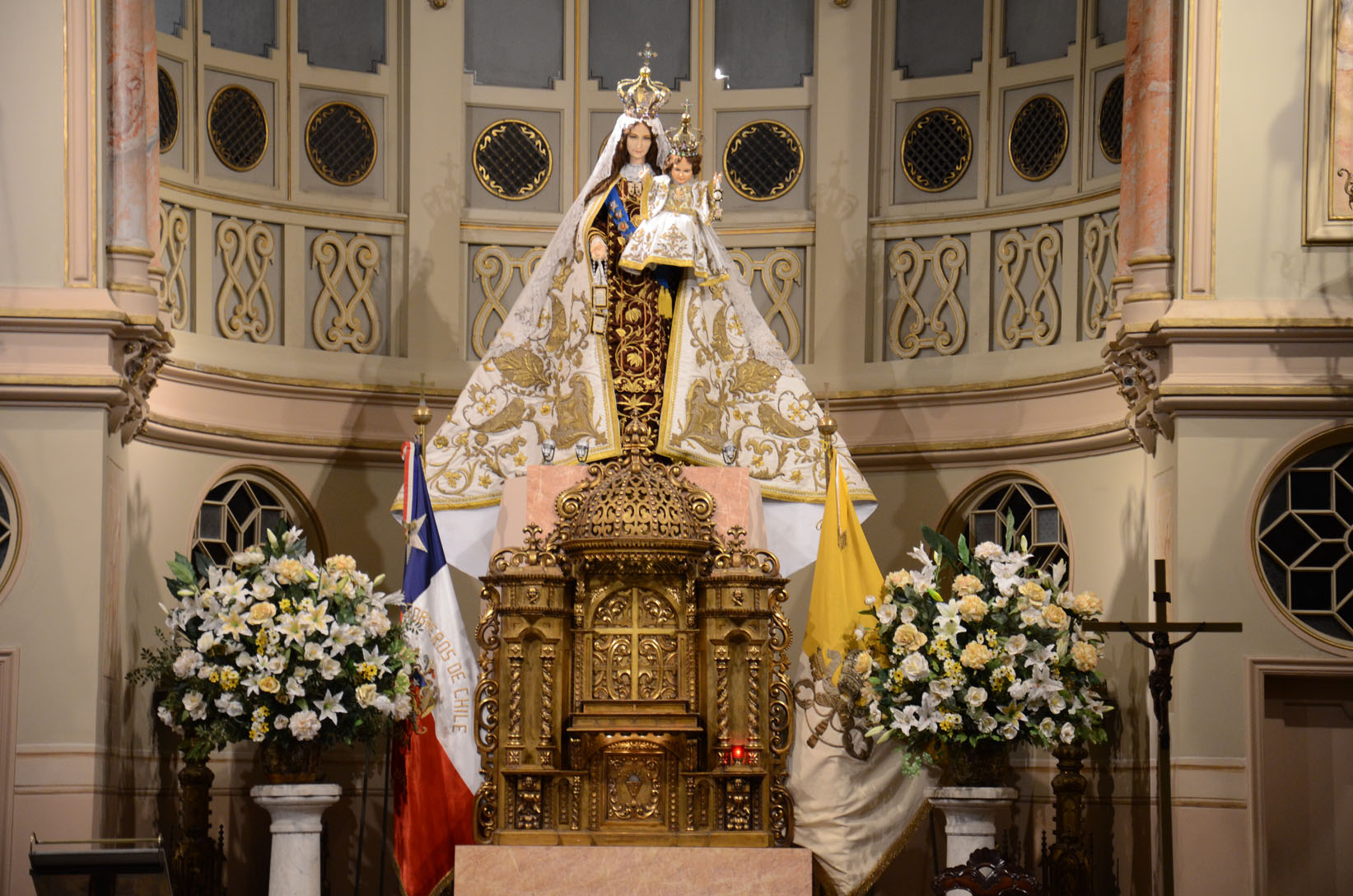
Imagen de la Virgen del Carmen del Sagrario de la Catedral de Santiago, mandada a hacer a París y traída a Chile por José Ramón de Ossa y Mercado.

## Familia y descendencia
Contrajo tres matrimonios. Primero con Melchora de Varas y Noriega, luego con Gregoria Cerda y Almeyda y por último con su sobrina María Dolores de Ossa y Cerda
Fueron hijos del primer matrimonio Gregorio de Ossa y Varas, Blas de Ossa y Varas, Candelaria de Ossa y Varas, Manuela de Ossa y Varas, Pedro de Ossa y Varas, Pastor de Ossa y Varas, María del Rosario de Ossa y Varas, y José Nicolás de Ossa y Varas.